# Megacidade Pirâmide Shimizu
A Megacidade Pirâmide Shimizu TRY 2004 é um projeto proposto pela Shimizu Corporation para a construção de uma enorme pirâmide sobre a Baía de Tóquio, no Japão. A estrutura seria mais de quatorze vezes mais alta que a Grande Pirâmide de Gizé 139 m (456 ft), e iria abrigar um milhão de pessoas. A estrutura teria 2 004 m (6 570 ft) de altura, medidos a partir do nível médio do mar, incluindo cinco treliças empilhadas, cada uma com dimensões similares àquela da Grande Pirâmide de Gizé. Esta pirâmide iria ajudar a responder à crescente falta de espaço de Tóquio, embora o projeto fosse comportar apenas uma pequena fração da população da Região Metropolitana de Tóquio.
A estrutura proposta é tão grande que não poderia ser construída com materiais convencionais atuais, devido ao seu peso. O projeto depende da disponibilidade futura de materiais leves super-resistentes baseados em nanotubos de carbono, que estão atualmente sendo pesquisados.

## Materiais e processo de construção
Primeiro, a fundação da pirâmide seria formada por 36 cais feitos de concreto especial. Devido ao Anel de Fogo do Pacífico — com atividade sísmica ativa — cortar o Japão, a estrutura externa da pirâmide deveria ser uma rede aberta de megatreliças, escoras de sustentação feitas de nanotubos de carbono para permitir que a pirâmide exerça resistência e deixe passar ventos fortes, e sobreviva a terremotos e tsunamis.
As treliças seriam revestidas com filme fotovoltaico para converter a luz do sol em eletricidade e ajudar a fornecer energia à cidade. A cidade também seria iluminada por escumalha de lagoa ou algas.
Planeja-se que sistemas robóticos desempenhem um papel importante tanto na construção quanto na manutenção do edifício.

## Tráfego interior e edifícios
O transporte dentro da cidade seria fornecido por esteiras rolantes, elevadores inclinados e um sistema de trânsito rápido pessoal, onde os módulos automatizados viajariam dentro das treliças.
O espaço para habitação e escritórios seria provido por 24 ou mais arranha-céus de trinta andares, suspensos em cima e abaixo, e ligados à estrutura de suporte da pirâmide por cabos de nanotubos.